# El hormiguero (programa de televisión chileno)
El hormiguero fue un talk show de televisión chileno y de origen español, producido por 7 y acción en conjunto con Miami Pow Wow para la cadena chilena Canal 13, estrenado el 3 de enero de 2010, y conducido por Tonka Tomicic y Sergio Lagos.
El programa se emitía a las 22:00 (GMT-4) los domingos, a las 23:00 los lunes y miércoles, y a las 23:30 los martes; su estreno fue realizado el domingo 3 de enero de 2010 en el prime time. Además, toda la temporada fue transmitida en formato HDTV.

## Formato
El programa era primer estelar de Tonka Tomicic en Canal 13 tras su repentina salida de la animación del programa matinal de TVN Buenos días a todos.
Durante el proceso de producción del programa, este se mantuvo cubierto por una ola de rumores generados por la expectación de ver a Tomicic y su desempeño en su nueva casa televisiva, además de conocerse los posibles rostros invitados en cada edición del talk show, entre los cuales aparecieron nombres como Miley Cyrus, Paris Hilton, Beto Cuevas, Leonor Varela o Beyoncé, esta última con la cual se habría negociado su participación por la venida promocional al país en el marco de su gira internacional I Am... Tour, el 14 de febrero de 2010.
La adaptación chilena respetó la esencia del programa español: tuvo una duración aproximada de 45 minutos, en los que había espacios para los monólogos de humor, las entrevistas o las intervenciones de dos hormigas de felpa que también se llamaban Trancas (en la voz de Fabrizio Copano) y Barrancas (en la voz de Felipe Núñez). Por otra parte, el periodista y comunicador Nicolás Copano, quien también se integró a Canal 13, formaba parte del área creativa del programa y que con sus comentarios dieron el contrapunto irónico y socarrón al programa. También se pudieron ver diferentes experimentos extragavantes, que eran presentados por el científico loco: Beto (Beto Astorga) al igual que Flipy en España, pero fue sacado del programa debido a que no provocaba el mismo impacto que su contraparte europea.
El programa tuvo una intro que parodia la de Los Simpson, recreado por los conductores más otros rostros de Canal 13, además de aludir al ex-programa de Tomicic, Buenos días a todos.
El programa que en un inicio contemplaba una extensión de la primera temporada hasta fines de febrero de 2010, el día 7 de enero de 2010 y sólo después de 4 episodios, se decidió cancelar y terminar a fines de enero.

## Críticas y recepción pública
El primer episodio del programa marcó 12 puntos promedio, según la medición en línea, y no definitiva, entre las 22:00 y las 23:48 horas. En esa franja ganó TVN con 17 unidades para su especial sobre el imitador Stefan Kramer y luego Dr. House. En segunda posición se ubicó Mega, con 15 puntos para Rambo IV y parte de Caiga quien caiga. Mientras que Canal 13 empató en el número tres con Chilevisión y un especial de Infieles.
Con la edición debut obtuvo variadas críticas, Rodrigo Munizaga de La Tercera dijo: «Descontando algunos problemas técnicos (la musicalización erró varias veces, el tiro de cámara impidió que se viera el beso de los animadores al principio) y el fiato de la pareja conductora (Lagos interrumpió varias veces a Tomicic), anoche el problema estuvo en lo aleatorio de la mezcla y en lo poco atractivo del invitado para el debut. La clave para que el asunto funcione está en cuánta realidad chilena se cuele en él y que el filtro deje fuera lo que resulte incómodo a la realidad del país.»
En tanto para el segundo capítulo, la sintonía entre las 23.05 y las 00.30 horas, período en el que duró el programa de Canal 13, TVN fue líder absoluto con 22 puntos de índice de audiencia en línea (no definitivo) gracias a la llegada de los nuevos reclutas a Pelotón, seguido de Mega con 18 unidades del episodio especial de la telenovela Sortilegio, Chilevisión con 15 en el estreno de su primera teleserie nocturna Mujeres de lujo y más atrás Canal 13 con 9 puntos (con un peak de 13 puntos en línea). La malas cifras que ha dejado el programa en cuanto a sintonía, ha provocado pérdidas cercanas a los 200 000 000 pesos chilenos en tal solo dos programas emitidos, lo cual hasta ahora hace barajar la continuidad del programa o reducir los costos por capítulo que en la actualidad corresponde a una suma de 30 000 dólares por cada uno de estos. Sebastián Cerda de El Mercurio dijo con respecto a la segunda emisión del talk show: «La ex guardiana de la Bahía (Pamela Anderson) pasó sin entender nada por el programa de Canal 13, donde su tan comentada simpatía se vio sólo a cuenta gotas.»

## Invitados del programa
| Programa | Fecha               | Invitado                  | Otra información                                                                                   | Índice de audiencia |
| -------- | ------------------- | ------------------------- | -------------------------------------------------------------------------------------------------- | ------------------- |
| 01       | 3 de enero de 2010  | Iván Zamorano             | Futbolista y excapitán de la selección chilena de fútbol                                           | 11.4                |
| 02       | 4 de enero de 2010  | Pamela Anderson           | Actriz y modelo canadiense, apoyo a la causa de PETA                                               | 8.6                 |
| 03       | 5 de enero de 2010  | Pamela Díaz               | Modelo y personaje de televisión, nueva incorporación como rostro a Canal 13                       | 8.5                 |
| 04       | 6 de enero de 2010  | María Eugenia Larraín     | Modelo y personalidad de televisión                                                                | 7.4                 |
| 05       | 10 de enero de 2010 | Luciana Salazar           | Modelo, cantante y personalidad argentina, presentación de su carrera como cantante                | 9.1                 |
| 06       | 12 de enero de 2010 | Américo                   | Cantante de música tropical chileno, fenómeno en ventas musicales y artista invitado de Viña 2010. | 6.1                 |
| 07       | 13 de enero de 2010 | Sebastián Piñera          | Político y recientemente electo como Presidente para el periodo 2010-2014                          | 8.3                 |
| 08       | 14 de enero de 2010 | Eduardo Frei              | Político y excandidato a la Presidencia 2010-2014                                                  | 7.0                 |
| 09       | 18 de enero de 2010 | Nicolás Massú             | Tenista chileno y doble medallista de oro en los juegos Olímpicos de Atenas 2004                   | 7.1                 |
| 10       | 19 de enero de 2010 | Miguel Piñera             | Cantante y hermano del recién electo Presidente de la República Sebastián Piñera                   | 5.5                 |
| 11       | 21 de enero de 2010 | Francisco "Chaleco" López | Piloto chileno de motocicletas en rally raid, tercer lugar en el Rally Dakar 2010                  | 4.6                 |
| 12       | 24 de enero de 2010 | Pablo Ruiz                | Cantante y personalidad de TV argentino                                                            | 5.5                 |
| 13       | 31 de enero de 2010 | Paul "Flaco" Vásquez      | Humorista chileno, integrante de Dinamita Show                                                     | 7.2                 |

### El hormiguero en el mundo
- El 22 de diciembre de 2009, nace O formigueiro, la versión portuguesa del programa, presentado por Marco Horácio y emitido por la cadena portuguesa SIC.
- El 24 de septiembre de 2006 se estrenó en Cuatro/Antena 3, la versión española del formato, y original, presentado por Pablo Motos. El programa sigue siendo emitido, después de 2000 programas, de lunes a jueves.

| País     | Cadena de TV | Nombre        | Fecha de estreno         | Presentador                  |
| -------- | ------------ | ------------- | ------------------------ | ---------------------------- |
| Chile    | Canal 13     | El hormiguero | 3 de enero de 2010       | Tonka Tomicic y Sergio Lagos |
| España   | Antena 3     | El hormiguero | 24 de septiembre de 2006 | Pablo Motos                  |
| Portugal | SIC          | O formigueiro | 23 de diciembre de 2009  | Marco Horácio                |
| Brasil   | Bandeirantes | O formigueiro | 25 de julio de 2010      | Marco Luque                  |